# Kristin Kaspersen

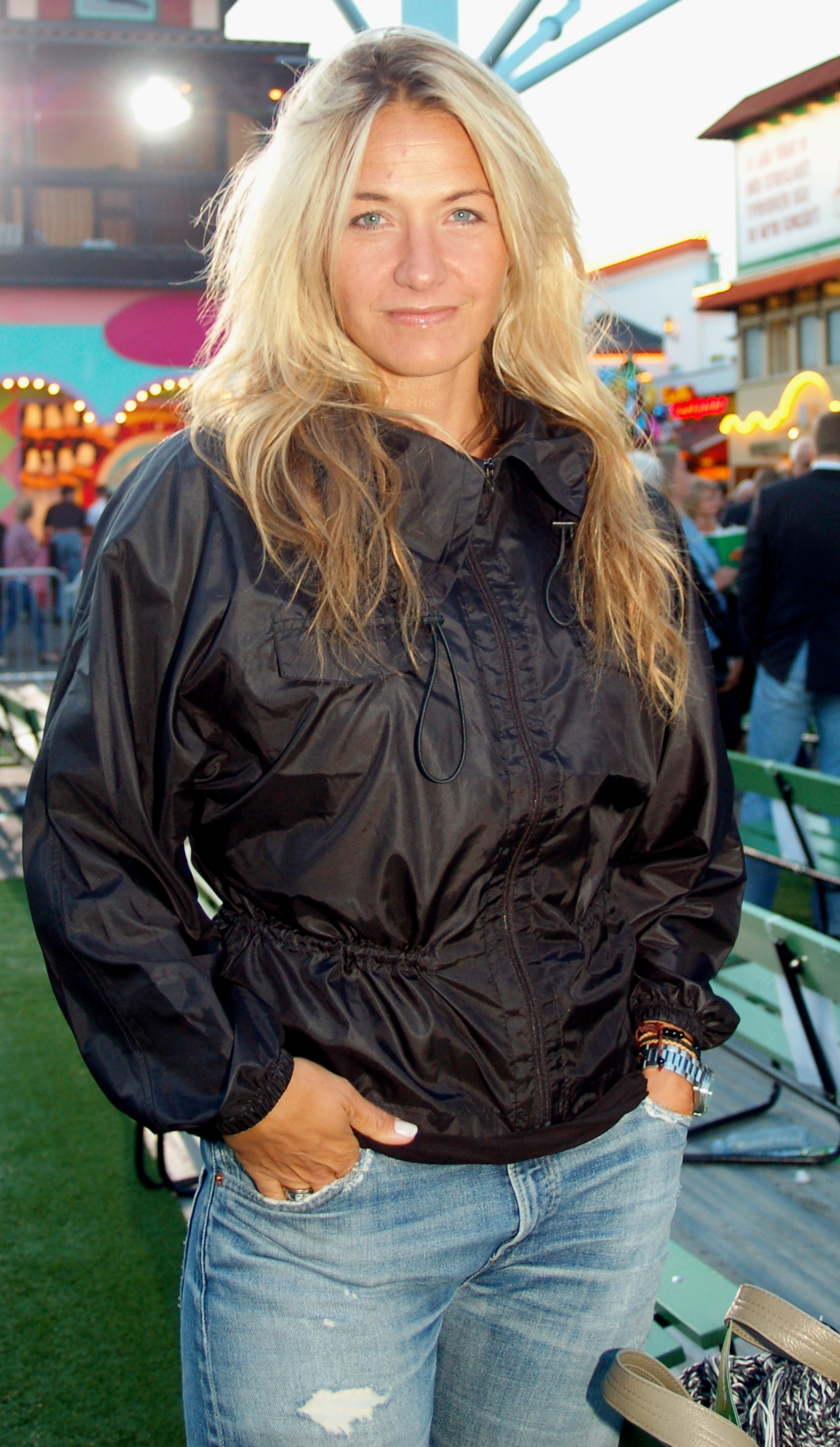
Kristin Kaspersen i juli 2008.

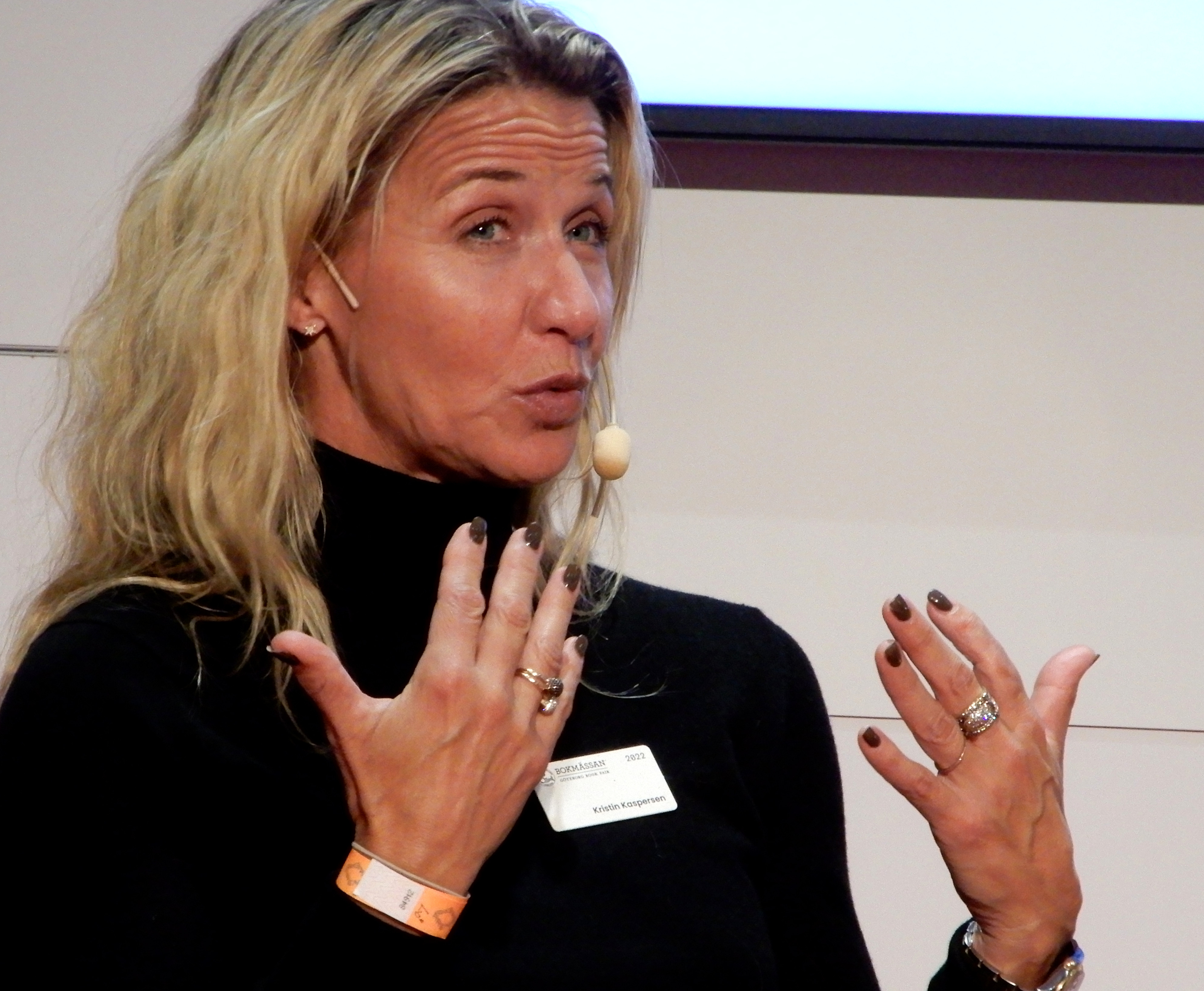
Kristin Kaspersen på Bokmässan 2022

Kristin Kaspersen, född 30 september 1969 i Oslo i Norge, är en norsk-svensk programledare. Hon har lett TV-program som Söndagsöppet, Idrottsgalan, Fångarna på Fortet och Biggest Loser.

## Biografi
Som ung gjorde Kristin Kaspersen flera barnroller i musikaler på teatrar i Stockholm. Hon jobbade som bartender och servitris innan hon utbildade sig till flygvärdinna. Hon började 22 år gammal som väderpresentatör för TV3 Norge. Ett par år senare fortsatte hon som programledare för olika tv-program i Sverige, däribland Sommar på Gröna Lund och Uppdraget. I december 1993 fick hon som yngsta person någonsin ta emot Hylandpriset för Sveriges mest populära tv-personlighet samt Aftonbladets TV-pris för Sveriges mest populära kvinnliga programledare.
Under åren fram till 2003 gjorde hon flera program för Sveriges Television, däribland Söndagsöppet, Polar Music Prize, Melodifestivalen  och Svenska Idrottsgalan. På TV4 fortsatte hon med bland annat program som Cancergalan, Fångarna på Fortet, Humorgalan och Nyhetsmorgon. I Sjuan har hon varit programledare för Biggest Loser och Spårlöst. Sedan 2020 är hon programledare för Svenska hjältar-galan på Aftonbladet och TV3 som hyllar civilkurage och medmänsklighet.
Kristin Kaspersen har även universitetsstudier i engelska och har läst journalistik på Poppius Journalistskola. Hon debuterade 2013 som författare med en bok om träning och hälsa (Stark i kropp och själ: träning mat inspiration) och 2015 utkom boken Good Food. Hon varvar tv-jobben med att vara krönikör i olika tidningar och vara konferencier och moderator vid olika evenemang. Hon är även skapare av appen Klustr.
År 2019 vann Kristin Kaspersen Let's Dance i TV4 tillsammans med professionelle danspartnern Calle Sterner.

### Familj
Kaspersen är dotter till Barbro "Lill-Babs" Svensson (1938–2018) och Kjell Kaspersen (1939–), tidigare norsk landslagsmålvakt i fotboll. Hon var 2003–2009 gift med programledaren Hans Fahlén med vilken hon har en son. Från ett tidigare förhållande med den före detta OS-deltagaren i modern femkamp, Martin Lamprecht, har hon sonen Filip Lamprecht.

## TV-program (urval)
- Teatervinden 1991 (barnmusikal) regisserad av Staffan Götestam
- Sommar på Gröna Lund 1993
- Uppdraget 1993–1995
- Superstars 1996–1997
- Livet är en fest 1996–1997
- Söndagsöppet 1998–2000 (med Ulf Larsson)
- Idrottsgalan 2000, 2001, 2002, 2006, 2017
- Melodifestivalen 2002 (med Claes Åkeson)
- Fångarna på fortet 2003, 2005 (med Hans Fahlén)
- Nyhetsmorgon 2007–
- Årets kock 2009
- Biggest loser 2013-2015
- Stora Famnen med Renée Nyberg, Åse Åsenlund med flera
- 2020 – Klassfesten (TV-serie)
- 2022 – Secret Song Sverige (TV-serie)